# Zamera (film)
Zamera (izviren angleški naslov: The Grudge) je japonsko ameriška nadnaravna grozljivka iz leta 2004, remake japonskega filma Ju-on: Zamera (Ju-on: Grudge). Film je režiral Takaši Šimizu (režiser vseh filmov v filmski seriji Ju-on), medtem ko je Stephen Sucko napisal scenarij. Zgodba govori o spletu nenavadnih dogodkov, ki so med seboj povezani. Film je 22. oktobra 2004 v Severni Ameriki izdal distributer Colombia Pictures in z njim požel velik uspeh, saj je ob proračunu 10 milijonov USD prinesel več kot 187 milijonov USD prihodkov, čeprav je prejel mešane odzive kritikov.
Filmu sledita še dve nadaljevanji: Zamera 2 (Grudge 2), ki je izšla 13. oktobra 2006 in jo je prav tako režiral Šimizu, ter Zamera 3 (Grudge 3) v režiji Tobyja Wilkinsa, ki je izšla 12. maja 2009.

## Vsebina
Zamera opisuje prekletstvo, ki se rodi na mestu, kjer je nekdo umrl v veliki jezi ali mukah. Tisti, ki pridejo v stik s to nadnaravno silo, bodo umrli in prekletstvo se bo širilo od žrtve do žrtve. Naslednji dogodki so opisani po vrstnem redu dogajanja, filmska pripoved pa ne sledi kronološkemu zaporedju dogodkov.
Družina Saeki živi srečno v predmestju Tokia, toda žena, Kajako Seki, se zaljubi v svojega profesorja na kolidžu, Petra Kirka, ter o njem piše v svojem dnevniku. Njen mož Takeo najde dnevnik in misli, da ima Kajako razmerje s Petrom. Zato pobesni in potisne Kajako po stopnicah, da si ta zlomi vrat. Nato v kadi utopi še njunega mlajšega sina Tošia, ki je bil priča umoru svoje mame, ter mačka Mara. Takeo skrije trupla na podstrešje, nato pa ga duh Kajako obesi s svojimi lasmi v Tošiovi sobi. Peter pride v hišo, da bi govoril s Kajako, potem ko je od nje prejel pismo, vendar najde samo njeno truplo. Zgrožen odide in se naslednji dan vrže z balkona pred svojo ženo in se ubije. Družina Saeki se ponovno rodi v podobi duhov, ki spominjajo na njihov bes in trpljenje. Kajako, ki se pojavlja kot duh onrjo, pusti prekletstvo nad hišo, v kateri so bili ubiti.
Čez nekaj let se v to hišo preseli družina Williams iz ZDA. Medtem ko je možu Mattu hiša všeč, se njegova žena Jennifer in dementna mati Emma počutita neprijetno. Jennifer hitro podleže prekletstvu. Matt se vrne domov, kjer najde razburjeno Emmo in umirajočo Jennifer. Tošio nato par ubije. Oskrbovalka Joko naslednji dan najde Emmo samo in sreča Kajako, ki jo ubije. Njen delodajalec Alex, ki ga skrbi za Joko, pošlje k Emmi drugo oskrbovalko, Karen Davis. Tam Karen najde živega Tošia in mačka Mara, zato za pomoč prosi Alexa. 
Alex najde mrtvo Emmo in Karen v šoku po prvem srečanju s Kajako, zato pokliče policijo, s katero prispe detektiv Nakagava. Nakagava in njegov partner Igaraši raziščeta hišo in na podstrešju najdeta trupli Matta ter Jennifer skupaj s človeško spodnjo čeljustjo. Mattova sestra Susan izgine, potem ko ji sledi in jo napade Kajako, Alexa pa ubije s Kajako obsedena Joko, ki ji manjka spodnja čeljust. Karen prav tako postane Kajakina tarča in o tem pove svojemu fantu Dougu. Karen med raziskovanjem izvora prekletstva izve od detektiva Nakagave, da so bili prekleti vsi trije njegovi kolegi, ki so raziskovali smrti Saekovih. To noč Nakagava skuša zažgati hišo, vendar ga ubije Takeo.
Karen odhiti v hišo, potem ko izve, da jo je Doug odšel tja iskat. Karen prispe v hišo, kjer najde Douga ohromelega zaradi strahu. Z njim skuša pobegniti, vendar se po stopnicah priplazi Kajako in Doug umre od groze. Karen zavoha bencin in se odloči zažgati hišo z Dougovim vžigalnikom. Karen preživi ogenj in je poslana v bolnišnico, kjer izve, da hiša v požaru ni bila uničena. Ko obišče Dougovo truplo se zave, da ji Kajako še vedno sledi.

## Igralci
- Sarah Michelle Gellar kot Karen Davis, študentka na izmenjavi
- Jason Behr kot Doug McCarthy, Karenin fant, ki se vpiše na Univerzo v Tokiu
- KaDee Strickland kot Susan Williams, Mattova mlajša sestra
- William Mapother kot Matt Williams, ki se preseli v Tokio zaradi napredovanja
- Clea DuVall kot Jennifer Williams, Mattova žena
- Grace Zabriskie kot Emma Williams, Mattova mati, ki trpi za demenco
- Bill Pullman kot Peter Kirk, učitelj, ki dela v Tokiu
- Rosa Blasi kot Maria Kirk, Petrova žena
- Ted Raimi kot Alex Jones, direktor centra za nego, kjer delata Joko in Karen
- Rjo Išibaši kot detektiv Nakagava
- Joko Maki kot Joko, japonska negovalka, ki skrbi za Emmo Williams
- Takako Fudži kot Kajako Saeki, poročena ženska, katero privlači Peter Kirk
- Juja Ozeki kot Tošio Saeki, Kajakin in Takeov desetletni sin
- Takaši Macujama kot Takeo Saeki, Kajakin mož